# Approssimazione di Chapman-Enskog
L'approssimazione di Chapman è il sistema più utilizzato per approssimare le equazioni di bilancio, e porta nelle forme più semplici progressivamente dalle equazioni di Eulero, alle equazioni di Navier-Stokes, alle equazioni di Burnett.

## Storia
Chapman ed Enskog nel 1917 furono i primi a sviluppare una procedura sistematica per derivare dalle equazioni di bilancio le forme tradizionali proposte dal XVII secolo ad allora per i fluidi e per i continui in genere che fino ad allora avevano fondamento prevalentemente empirico. Nonostante da allora siano stati proposti vari altri schemi per generare approssimazioni direttamente dalle equazioni del trasporto (come il metodo di Grad, l'espansione in polinomi di Legendre, le funzioni di distribuzione della probabilità ad andamento bimodale), il metodo di Chapman ed Enskog rimane lo schema più utilizzato.

## Formulazione
L'approssimazione consiste nel sostituire nelle equazioni di bilancio la densità di fase con una serie di Maclaurin troncata al livello di approssimazione desiderato nella velocità:
{\displaystyle n=\sum _{i=0}^{N}a^{i}n^{(i)}}
Imponendo come vincolo che il primo termine (la distribuzione di Maxwell-Boltzmann) porti gli invarianti collisionali:
{\displaystyle f({\bar {v}})={\begin{cases}1\\{\bar {v}}\\{\frac {1}{2}}|{\bar {v}}-\langle {\bar {v}}\rangle |^{2}\end{cases}}}
nelle densità di corrente corrispondenti:
{\displaystyle j={\begin{cases}\rho \\\rho \langle {\bar {v}}\rangle \\\rho \varsigma _{V}T\end{cases}}}
e cioè che:
{\displaystyle \int n^{(0)}f({\bar {v}})\operatorname {d} p=j}
mentre i termini successivi devono avere momenti nulli:
{\displaystyle \int n^{(i)}f({\bar {v}})\operatorname {d} p=0\quad \forall i\neq 0}
Quindi la tensione e la densità termica diventano uno sviluppo in serie dello stesso tipo:
{\displaystyle \left\{{\begin{array}{l}\displaystyle {\bar {\bar {\sigma }}}=\sum _{i=0}^{N}a^{i}{\bar {\bar {\sigma }}}^{(i)}\\\\\displaystyle {\bar {q}}=\sum _{i=0}^{N}a^{i}{\bar {q}}^{(i)}\end{array}}\right.}
dove:
{\displaystyle \left\{{\begin{array}{l}\displaystyle {\bar {\bar {\sigma }}}^{(i)}=\int n^{(i)}({\bar {v}}-\langle {\bar {v}}\rangle )\otimes ({\bar {v}}-\langle {\bar {v}}\rangle )\operatorname {d} p\\\\\displaystyle {\bar {q}}^{(i)}={\frac {1}{2}}\int n^{(i)}({\bar {v}}-\langle {\bar {v}}\rangle )^{3}\operatorname {d} p\end{array}}\right.}
Perciò è sufficiente sviluppare uno schema coerente per calcolare i termini dell'espansione della densità di fase.